# Álvaro Pastor Torres
Álvaro Pastor Torres (Sevilla, España, 2 de noviembre de 1966) es un escritor , periodista e historiador español.

## Biografía
Natural de Sevilla transcurre su infancia en Paradas, realizando el bachillerato en el colegio San Francisco de Paula de la capital andaluza. Estudia posteriormente Historia del Arte, en la licenciatura de Geografía e Historia, en la Universidad de Sevilla, para ejercer la docencia como profesor de Enseñanza Secundaria. Colabora desde 1986 con ABC de Sevilla y con Sevilla TV.
En el curso académico 2008/2009 dio clase en el IES Miguel Servet (Sevilla) a los alumnos de 1º de ESO y fue tutor de 1º ESO C, posterior dio clases en el Instituto IES Al-lawra. En la actualidad, es profesor de historia en el IES Miguel Servet, habiendo sido docente previamente en el IES Luca de Tena.

## Obra
Cuenta con más de sesenta artículos publicados en revistas especializadas, además de ponencias en congresos sobre Historia del Arte.

### Guiones
- Historia de Sevilla, 2006. Serie televisiva de la que es coautor con Francisco Robles Rodríguez. ISBN 84-96210-58-8.

### Libros publicados
- Artículos 1923-1968, 1995. Recopilación anotada de artículos de Joaquín Romero Murube.
- De la Puerta Osario a Triana, 2003. ISBN 84-607-8712-5.
- Glorias de Paradas. Fiestas que la Villa de Paradas dedicó en el año de 1758 a su glorioso Patrón, San Eutropio, Obispo y Mártir, por la confirmación pontífica de su patronato, 2004.
- Diario de una Ciudad. 365 imágenes de Sevilla, 2005. ISBN 84-88586-00-0.
- La muchacha de bronce de Sevilla. Artículos y escritos hispalenses, 2006. ISBN 84-611-3102-9.

## Premios y distinciones
Festival Internacional de Cine de San Sebastián
| Año  | Categoría                                                                    | Película    | Resultado |
| ---- | ---------------------------------------------------------------------------- | ----------- | --------- |
| 2009 | Ayuda de obra social de KUTXA                                                | Yo, también | Ganador   |
| 2009 | Premio de la Asociación de Donantes de Sangre de Guipúzcoa, a la Solidaridad | Yo, también | Ganador   |